# Yves Châtel

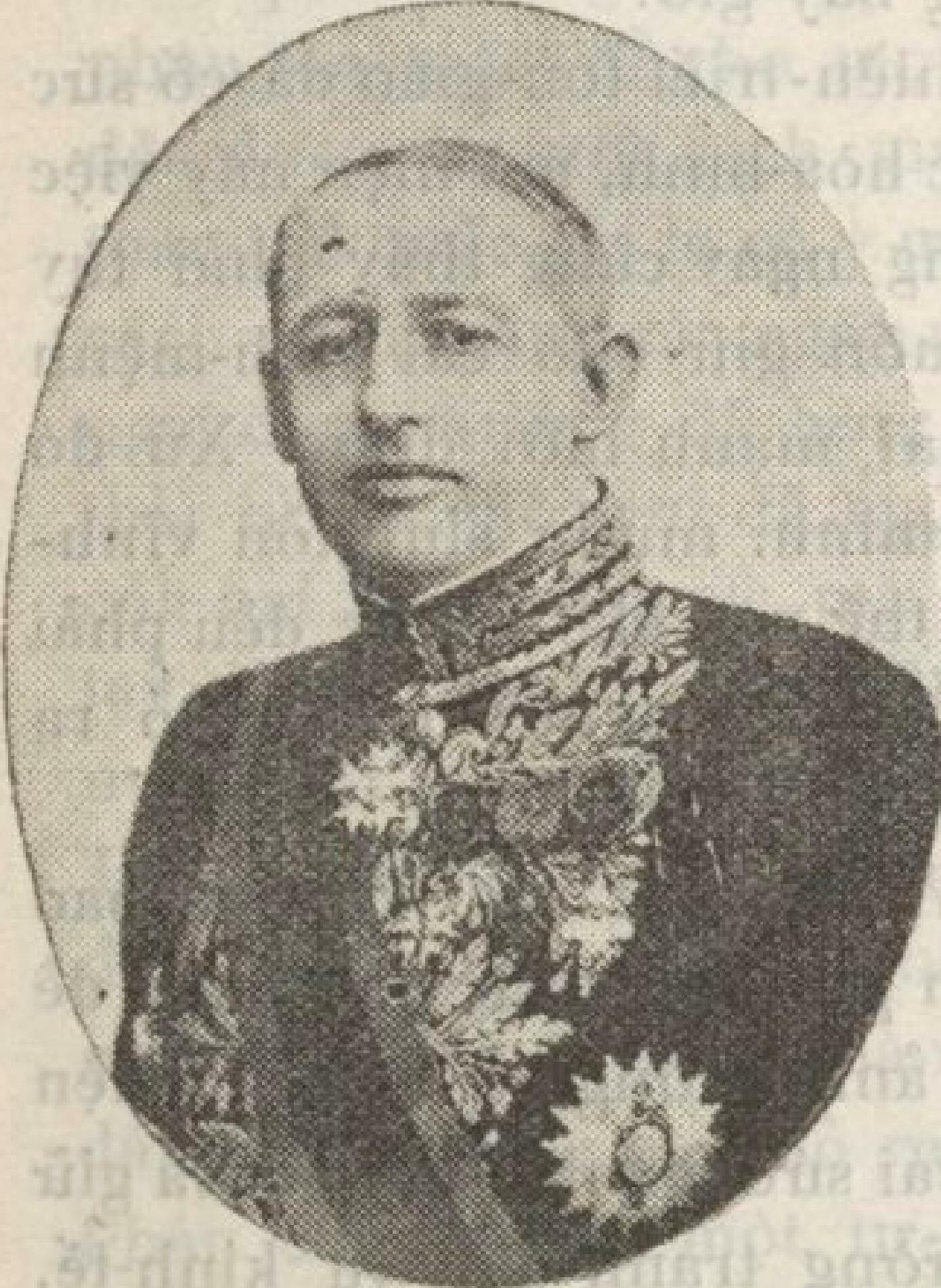
Yves Châtel

Yves Charles Châtel (Rennes, 24 maart 1885 - Lissabon, 13 oktober 1944) was een Frans koloniaal bestuurder.
Châtel was résident-supérieur van Laos (1931), Annam (1931-1934) en Tonkin (1937-1940).   
Op 20 november 1941 werd Châtel door het Vichy-regime benoemd tot gouverneur-generaal van Algerije. Hoewel Châtel een burger was, werd zijn kabinet geleid door vice-admiraal Raymond Fenard. Châtel bezocht op 3 juli 1941 de Berbergemeenschap Deni Abram voor de ceremonie van de vernoeming van de stad in Village Maréchal Pétain. 
Hij ontmoette samen met Charles Noguès en Jean Bergeret admiraal François Darlan in het hotel St. Georges in Algiers. Daar werd overeengekomen dat Darlan Hoge Commissaris van Noord-Afrika werd en vormde samen de Imperiale Raad (Conseil imperiál). Op 7 december 1942 werd Châtel benoemd in de een raad bestaande uit onder andere Henri Giraud om Darlan te adviseren. 
Op 20 januari 1943 trad Châtel af als gouverneur-generaal van Algerije en vluchtte eindelijk naar de Portugese hoofdstad Lissabon waar hij stierf.